# Phyllomedusidae
Famille
Synonymes
- Phyllomedusinae Günther, 1858
- Pithecopinae Lutz, 1969

Les Phyllomedusidae sont une famille d'amphibiens. Elle a été décrite par Albert Charles Lewis Günther en 1858. Alternativement, ils sont souvent considérés comme une sous-famille de la famille des Hylidae.

## Répartition
Les espèces des huit genres de cette famille se rencontrent en Amérique : du Mexique à l'Argentine.

## Liste des genres
Selon Amphibian Species of the World (21 avril 2016) :
- Agalychnis Cope, 1864
- Callimedusa Duellman, Marion & Hedges, 2016
- Cruziohyla Faivovich, Haddad, Garcia, Frost, Campbell & Wheeler, 2005
- Hylomantis Peters, 1873
- Phasmahyla Cruz, 1991
- Phrynomedusa Miranda-Ribeiro, 1923
- Phyllomedusa Wagler, 1830
- Pithecopus Cope, 1866

## Publication originale
- Günther, 1858 : On the Systematic Arrangement of th Tailless Batrachians and the Structure of Rhinophrynus dorsalis. Proceedings of the Zoological Society of London, vol. 26, p. 339-352 (texte intégral).